# Together Again (NSYNC)
Together Again è un singolo della boy band statunitense NSYNC, pubblicato il 31 ottobre 1997 come quinto estratto dal loro primo album in studio *NSYNC.

## Tracce
CD Maxi
1. Together Again (Radio Edit) – 3:25
2. Together Again (Album Version) – 4:09
3. Giddy Up – 4:07
4. Some Dreams – 4:18

## Classifiche
| Classifica (1997) | Posizione massima |
| ----------------- | ----------------- |
| Germania          | 27                |